# Garganta del Villar
Garganta del Villar és un municipi de la província d'Àvila, a la comunitat autònoma de Castella i Lleó. Limita amb Villafranca de la Sierra al nord, Navadijos al sud, Cepeda la Mora a l'est i San Martín de la Vega del Alberche a l'oest.

## Demografia
| 1787 | 1849 | 1900 | 1950 | 1975 | 1991 | 2007 |
| ---- | ---- | ---- | ---- | ---- | ---- | ---- |
| 223  | 178  | 272  | 241  | 142  | 72   | 59   |

## Administració
| Període      | Nom de l'alcalde/-essa | Partit polític | Data de possessió |
| ------------ | ---------------------- | -------------- | ----------------- |
| 1979 - 1983  |                        |                | 19/04/1979        |
| 1983 - 1987  |                        |                | 28/05/1983        |
| 1987 - 1991  |                        |                | 30/06/1987        |
| 1991 - 1995  |                        |                | 15/06/1991        |
| 1995 - 1999  | José Santana Gómez     | PP             | 17/06/1995        |
| 1999 - 2003  | José Santana Gómez     | PP             | 03/07/1999        |
| 2003 - 2007  | José Santana Gómez     | PP             | 14/06/2003        |
| 2007 - 2011  | José Santana Gómez     | PP             | 16/06/2007        |
| 2011 - 2015  | n/d                    | n/d            | 11/06/2011        |
| 2015 - 2019  | n/d                    | n/d            | 13/06/2015        |
| 2019 - 2023  | n/d                    | n/d            | 15/06/2019        |
| Des del 2023 | n/d                    | n/d            | 17/06/2023        |